# Arnoldo Liberman Stilman
Benjamin Arnoldo Liberman Stilman (Concepción del Uruguay, Entre Ríos, 26 de junio de 1933) es un médico psicoanalista, musicólogo y escritor.

## Reseña biográfica
Hijo de Salomón Liberman y Enriqueta Stilman, hermano de Celia Liberman, casado con Susana Isod, padre de Mónica y Ariel. Creció en su ciudad natal y asistió al Colegio Nacional Justo José de Urquiza donde comenzó su inclinación por la literatura. Fue pianista en la orquesta de dicho colegio y llegó a ser jugador de la tercera división de Baloncesto en Entre Ríos. Durante toda su vida desarrolló sus aficiones a la literatura, la música y el fútbol.
Se licenció en la Facultad de Medicina de la Universidad de Buenos Aires y posteriormente se formó como psicoanalista en la escuela inglesa de Melanie Klein, incluidos cinco años de análisis didáctico con la doctora Reggy Serebriany en Buenos Aires. 
En 1976 Liberman se exilió a España como consecuencia del Golpe de Estado en Argentina instalándose en Madrid. Aunque siempre admiró Barcelona por el nivel intelectual de sus filósofos, eligió Madrid porque allí vivían dos escritores íntimos amigos suyos, Francisca Aguirre y Félix Grande. 

## Trayectoria profesional
Comenzó a desarrollar su ejercicio profesional como psicoanalista en la práctica privada en Buenos Aires. Fue psicoanalista clínico durante cinco años en el servicio hospitalario de Lanús bajo la dirección del profesor Mauricio Goldenberg y realizó psicoterapia grupal junto al profesor Jose Itzigsohn.En Madrid ha seguido desarrollando su práctica profesional como psicoanalista, ha sido profesor invitado en el Master en Teoría Psicoanalítica de la Universidad Complutensey ha impartido conferencias en el centro de psicoterapia Ágora-relacional
Es Asesor Cultural de la Fundación Lírica del Teatro Real de Madrid junto a Mario Vargas Llosa y Antonio Muñoz Molina, así como Miembro del Consejo Asesorde la Fundación HispanoJudía. Imparte conferencias frecuentes el Centro Sefarad  y la Asociación Wagneriana de Madrid.  Es asiduo autor de programas escritos y conferencias en el Auditorio Nacional de Música y en el Teatro Real de Madrid de cuyo Consejo Asesor es miembrodesde 2013. También ha participado en programas e impartido conferencias en el Gran Teatro del Liceu de Barcelona.
Es asiduo autor de programas escritos y conferencias en el Auditorio Nacional y en el Teatro Real de Madrid y ha participado en programas y conferencias en el Teatro Liceu de Barcelona. Ha realizado diversos café konzert en la Casa Argentina de Madrid (Casa de los Artistas), La organización Bet El y en el café Comercial (en homenaje a don Antonio Machado y a Aníbal Troilo).
Participó en los equipos de redacción de varias revistas literarias en Argentinas
- Fue director de la revista El grillo de papel[9]junto con  Abelardo Castillo. Era una revista literaria en la que se publicaron cuentos y poemas de escritores y poetas jóvenes y no tan jóvenes, argentinos y extranjeros. La revista contenía asimismo reseñas de nuevos libros y comentarios sobre cine, teatro, música y artes plásticas. El primer número salió a la calle el 28 de septiembre de 1959 y después de haberse publicado su sexto número en noviembre de 1960, la censura implementada por el Plan CONINTES ordenó el cierre de la editorial Stilcograf,[10] donde se imprimía la revista.
- Castillo y Liberman fueron asimismo codirectores de la revista El escarabajo de oro[11]que comenzó a publicarse en 1961. Esta fue una de las revistas literario-culturales más significativas entre los últimos años de la década de 1960 y los primeros de la siguiente. Publicó  un total de 37 ediciones que se integran con las de la revista El Grillo de Papel, que había sido censurada.
- Codirigió la revista Tiempos Modernos[12]con Héctor Yánover y Diana Raznovich. El proyecto fue un desprendimiento de El Escarabajo de Oro que comenzó a publicarse en  noviembre de 1964. La revista dedicó especial atención al naciente fenómeno del boom de la literatura hispanoamericana, incluyendo textos de Mario Benedetti, Alejo Carpentier, Julio Cortázar, Carlos Fuentes y Mario Vargas Llosa.

Liberman colabora habitualmente en diversas publicaciones con ensayos sobre temas psicológicos y artísticos. Ha escrito también monólogos para el teatro y colabora con un artículo mensual en la sección El temblor de las corcheas de la revista Ritmo.

## Publicaciones
- Poemas con bastón (Editorial Estilo, 1959)[15]
- Sonetos con caracol (El Escarabajo De Oro, 1963)[16]
- Poemas con los míos (Editorial Stilcograf, 1966)[17]
- Las limpias ganas (Editorial Stilcograf, 1972)[18]
- Gustav Mahler o el corazón abrumado (1982, editorial Altalena)[19]
- Te quiero y yo. (Editorial Altalena, 1983)[20]
- Grietas como templos: biografía de una identidad (1984, editorial Altalena)[21]
- La fascinación de la mentira (1987, editorial Altalena)[22]
- Las inquisiciones de la nostalgia (1988, editorial Altalena)[23]
- Wagner o el visitante del crepúsculo (1990, editorial Gedisa)[24]
- Sigmund Freud, el judío que regresó de Egipto (1990, editorial Altalena)
- Los celos y el amor (1991, ediciones Temas de Hoy)[25]
- De la música, el amor y el inconsciente: búsqueda de una certeza y fragmentos de una intimidad. (1993, editorial Gedisa)[26]
- La nostalgia del padre, un ensayo sobre el derrumbe de la certeza paterna (1994, ed. Temas de Hoy)[27]
- En los márgenes de la música (ediciones Simancas, 1998)[28]
- Música. El exilio acompañado (ediciones Simancas, 2000)[29]
- Barbarina, el fulgor del instante (ediciones Sinonova, 2001)[30]
- AEIOU: Austria erit in orbe ultima. (Puglia Ediciones, 2003)[31]
- Previamente la alegria. (Puglia Ediciones, 2005)[32]
- Éxodo y exilio, saldos y retazos de una identidad. (Sefarad editores, 2006)[33]
- Caminante de corcheas. (Sefarad editores, 2008)[34]
- Escribidurías: rapsodia de una identidad (Sefarad editores, 2010)[35]
- Kadish por Gustav Mahler: Viaje, zozobra y transcendencia de un judío errante. (Sefarad ed., 2011)[36]
- Arnold Schönberg o la disonancia del dolor judío. (Sefarad editores, 2012)[37]
- Simplemente, además… senderos y enigmas de mi judeidad. (Sefarad editores, 2013)[38]
- A tientas, hermano Kafka... (Sefarad editores, 2015)[39]
- Heidegger y yo, judío. (Sefarad editores, 2018)[40]

### Coautor
- El pentagrama secreto. El mito de la música y la música del mito (junto a Daniel Schöffer, Editorial Gedisa, 1997)[41]
- Dos más dos son diez. Las palabras que cuentan (junto a Lierni Irizar, Ediciones Beta III Milenio 2022)[42]

- La pregunta incesante. Bajo la piel de las palabras (junto a Lierni Irizar, Ediciones Beta III Milenio 2023)[43]
- Ires y venires: escrituras migrantes latinoamericanas judías.(varios autores, Ediciones Equidistancias, 2023)[44]

## Distinciones
- Faja de Honor de la Sociedad Argentina de Escritores (1964)[45]
- Auspicio del Fondo Nacional de las Artes (1965)
- Accésit del Premio Jano de Medicina y Humanidades (1981, Barcelona)
- Premio de la Sociedad Española de Médicos Escritores (1992)
- Premio Fernando Jano al Humanismo (México 1992)